# 赫尔蒙德体育
靴蒙特體育是一間位於荷蘭城市海爾蒙德的足球俱樂部，成立于1967年7月27日，前身是赫尔蒙迪亚55队，而赫尔蒙迪亚55队現已破產。
靴蒙特在1981-82年荷兰足球乙级联赛中獲得冠军，1985年荷蘭盃中獲得亞軍。

## 榮譽
- 荷蘭盃
  - 亞軍: 1985
- 荷兰足球乙级联赛
  - 冠軍: 1982

## 外部連結
- （荷兰文）官方網站 （页面存档备份，存于）